# Катастрофа Ил-62 под Солнечногорском
Катастрофа Ил-62 под Солнечногорском — крупная авиационная катастрофа, произошедшая ночью 6 июля 1982 года. Авиалайнер Ил-62М предприятия «Аэрофлот» выполнял международный рейс SU-411 по маршруту Москва—Дакар—Фритаун, но через 2,5 минуты после взлёта рухнул на землю в окрестностях посёлка Менделеево Московской области. Погибли все находившиеся на его борту 90 человек — 80 пассажиров и 10 членов экипажа.

## Самолёт
Ил-62М (регистрационный номер CCCP-86513, заводской 4037536, серийный 37-03) был выпущен Казанским авиационным заводом 21 ноября 1980 года. 30 декабря того же года был передан авиакомпании «Аэрофлот», где поступил в Шереметьевский ОАО Центрального управления Международных воздушных сообщений (ЦУМВС). Оснащён четырьмя турбореактивными двигателями Д-30КУ Рыбинского моторостроительного завода. На день катастрофы совершил 1139 циклов «взлёт-посадка» и налетал 4818 часов.

## Экипаж и пассажиры
Состав экипажа рейса SU-411 (210-й лётный отряд) был таким:
- Командир воздушного судна (КВС) — Александр Иванович Фадеичев.
- Второй пилот — Харитон Алексеевич Романов.
- Штурман — Василий Яковлевич Зякин.
- Бортинженер — Филипп Степанович Родкин.
- Бортрадист — Владимир Борисович Шеппинг.

В салоне самолёта работали 5 бортпроводников:
- Вера Анатольевна Седлова,
- Ольга Леонидовна Калинина,
- Лилия Васильевна Смирнова,
- Юрий Игоревич Сажин,
- Анатолий Иванович Ваганов.

| Страна       | Пассажиры | Экипаж | Всего |
| ------------ | --------- | ------ | ----- |
| СССР         | 46        | 10     | 56    |
| Сьерра-Леоне | 21        | 0      | 21    |
| ФРГ          | 5         | 0      | 5     |
| Австрия      | 2         | 0      | 2     |
| Сенегал      | 2         | 0      | 2     |
| Ирландия     | 1         | 0      | 1     |
| Индия        | 1         | 0      | 1     |
| Польша       | 1         | 0      | 1     |
| Кабо-Верде   | 1         | 0      | 1     |
| Итого        | 80        | 10     | 90    |

Всего на борту самолёта находились 90 человек — 80 пассажиров и 10 членов экипажа.

## Хронология событий
Рейс SU-411 выполнял Ил-62М борт СССР-86513, им управлял экипаж Центрального управления международных воздушных сообщений (ЦУМВС). Взлёт был произведён ночью, в простых метеоусловиях. В общей сложности полёт продолжался всего 2 минуты 35 секунд.
Уже на 8-й секунде после отрыва от ВПП и убирания шасси на пульте бортинженера сработала сигнализация пожара двигателя № 1 (левый внешний). Действуя согласно Руководству по лётной эксплуатации (РЛЭ), экипаж доложил о пожаре, отключил двигатель и применил три очереди системы пожаротушения. Через полминуты ситуация усугубилась срабатыванием сигнализации о пожаре двигателя № 2 (левый внутренний). После некоторых раздумий КВС дал распоряжение отключить и этот двигатель. Не располагая запасом высоты для манёвра на оставшихся двух правых двигателях (№ 3 и 4) и не имея возможности выработать авиатопливо, количество которого было рассчитано на перелёт к африканскому континенту, пилоты приняли непростое решение развернуться с креном и скольжением в сторону работающих двигателей (вправо) и заходить на посадку в аэропорту Шереметьево курсом, обратным посадочному.
К моменту отключения двигателя № 2 скорость лайнера составляла 320 км/ч, высота полёта — около 160 метров, закрылки находились во взлётном положении (30°).
Некоторое время экипаж в условиях недостатка тяги оставшихся двигателей и недостатка времени для перевода самолёта в посадочную конфигурацию боролся за сохранение высоты полёта, однако продолжающаяся потеря скорости привела к увеличению углов атаки и скольжения и последующему сваливанию самолёта. С вертикальной скоростью 25 м/с, углом тангажа 20° и левым креном более 70° рейс SU-411 рухнул в лес между посёлком Менделеево и деревней Клушино (Солнечногорский район) в 11,4 километра от аэропорта Шереметьево, разрушился и сгорел.
В результате катастрофы погибли 89 человек — все 10 членов экипажа и 79 пассажиров. Выжила одна пассажирка (гражданка Сьерра-Леоне), но через 2 дня после катастрофы она умерла в больнице.
Фактическая погода аэропорта Шереметьево за 00:30 была такой: облачность 3 балла, слоисто-кучевая 1000 м, 9 баллов верхняя, дымка, видимость 8 км, ветер 140° 2 м/с.

## Причины катастрофы
Согласно выводам комиссии, причиной срабатывания аварийной пожарной сигнализации явилось прохождение ложного сигнала из-за неустановленного дефекта системы. На момент срабатывания сигнализации все четыре двигателя самолёта были полностью работоспособными.
Предусмотренное РЛЭ требование немедленного отключения двигателей при пожаре вызвано угрозой разрушения их вращающихся деталей с последующим повреждением гидравлических систем управления воздушным судном. Действия экипажа в данной ситуации соответствовали РЛЭ и были признаны правильными. Ситуация и порядок действий по пилотированию самолёта Ил-62М с двумя отказавшими двигателями на взлёте руководством по лётной эксплуатации на момент катастрофы предусмотрены не были.

## Последующие события
Первыми на месте катастрофы оказались жители посёлка Менделеево. Информация о катастрофе в соответствии с действовавшими в то время в СССР правилами была засекречена.
Место катастрофы стало известно среди жителей Менделеева как «Самолётная поляна». На поляне, имеющей треугольную форму, находятся памятные знаки экипажу рейса 411 и его пассажирам, в том числе одесским морякам, которые летели в Африку, чтобы сменить экипаж находившегося там судна.

## Память
На Химкинском кладбище (между участками № 108 и № 107) установлен памятник экипажу рейса 411.